# Liste des stations du métro de Toulouse
La liste des stations du métro de Toulouse permet un aperçu des stations actuellement en service ou non ouvertes du réseau de métro de Toulouse. Au total, le réseau compte 38 stations réparties sur deux lignes. La première ligne a ouvert en juin 1993. Le métro de Toulouse est automatique.

## Stations en service
Ce tableau présente la situation actuelle, et exclut les stations non ouvertes ou en projet.
| Station                                                    | Ligne(s)                                                    | Date d'ouverture              | Situation   | Commune et quartier           | Fréquentation annuelle 2018 | Correspondances , | Image |
| ---------------------------------------------------------- | ----------------------------------------------------------- | ----------------------------- | ----------- | ----------------------------- | --------------------------- | --- | ----- |
| Jean Jaurès (Joan Jaurès)                                  | Ligne A du métro de Toulouse · Ligne B du métro de Toulouse | : 26 juin 1993 : 30 juin 2007 | Souterraine | Toulouse (Saint-Georges)      | +21 226 144,                | L1L8L9 142329AéroportCimetièresVille 318319357358359361364380383                                                                      |       |
| Balma - Gramont (Balmar-Gramont)                           | Ligne A du métro de Toulouse                                | 20 décembre 2003              | Souterraine | Balma                         | +4 333 143,                 | 205168728384101102103106 304353376381                                                                                                 |       |
| Argoulets (Argolets)                                       | Ligne A du métro de Toulouse                                | 20 décembre 2003              | Souterraine | Toulouse (Argoulets)          | +1 400 268,                 | 334376 |       |
| Roseraie (Roseda)                                          | Ligne A du métro de Toulouse                                | 20 décembre 2003              | Souterraine | Toulouse (La Roseraie)        | +2 079 545,                 | 1936 |       |
| Jolimont (Bèlmont)                                         | Ligne A du métro de Toulouse                                | 26 juin 1993                  | Aérienne    | Toulouse (Jolimont)           | +2 153 325,                 | 37Cimetières |       |
| Marengo - SNCF (Marengo – SNCF)                            | Ligne A du métro de Toulouse                                | 26 juin 1993                  | Souterraine | Toulouse (Marengo)            | +4 511 984,                 | L8 14152739AéroportCimetières 318319343351352354355356357358359361362363364365369372373377380383386388 TGV, Intercités, TER Occitanie |       |
| Capitole (Capitòli)                                        | Ligne A du métro de Toulouse                                | 26 juin 1993                  | Souterraine | Toulouse (Capitole)           | +4 340 746,                 | |       |
| Esquirol (Esquiròl)                                        | Ligne A du métro de Toulouse                                | 26 juin 1993                  | Souterraine | Toulouse (Esquirol)           | +3 509 786,                 | L4L7L9 1444 318319358359361364380 |       |
| Saint-Cyprien – République (Sant-Çubran – Republica)       | Ligne A du métro de Toulouse                                | 26 juin 1993                  | Souterraine | Toulouse (Saint-Cyprien)      | +3 009 636,                 | 1314314566 343362363365369373 |       |
| Patte-d'Oie (Pè d'Auca)                                    | Ligne A du métro de Toulouse                                | 26 juin 1993                  | Souterraine | Toulouse (Patte-d'Oie)        | +1 797 172,                 | 144566 343362363365369373 |       |
| Arènes (Arenas)                                            | Ligne A du métro de Toulouse                                | 26 juin 1993                  | Souterraine | Toulouse (Arènes)             | +5 890 542,                 | TER Occitanie Ligne Arènes - Colomiers L2L3 143467StadiumZénith 305                                                                   |       |
| Fontaine-Lestang (Font l'Estanh)                           | Ligne A du métro de Toulouse                                | 26 juin 1993                  | Souterraine | Toulouse (Fontaine-Lestang)   | +458 783,                   | 13 |       |
| Mermoz (Mermoz)                                            | Ligne A du métro de Toulouse                                | 26 juin 1993                  | Souterraine | Toulouse (La Faourette)       | +741 472,                   | 13 |       |
| Bagatelle (Bagatèla)                                       | Ligne A du métro de Toulouse                                | 26 juin 1993                  | Souterraine | Toulouse (Bagatelle)          | +1 635 722,                 | 13 |       |
| Mirail - Université (Miralh - Universitat)                 | Ligne A du métro de Toulouse                                | 26 juin 1993                  | Souterraine | Toulouse (Mirail)             | +2 140 848,                 | 14 |       |
| Reynerie (Reinariá)                                        | Ligne A du métro de Toulouse                                | 26 juin 1993                  | Souterraine | Toulouse (Reynerie)           | +1 018 415,                 | |       |
| Bellefontaine (Belafont)                                   | Ligne A du métro de Toulouse                                | 26 juin 1993                  | Souterraine | Toulouse (Bellefontaine)      | +1 225 051,                 | 14 |       |
| Basso Cambo (Baissa Comba)                                 | Ligne A du métro de Toulouse                                | 26 juin 1993                  | Aérienne    | Toulouse (Basso-Cambo)        | +2 991 423,                 | L4 141821464748495053575887117 388 |       |
| Borderouge (Bòrdaroja)                                     | Ligne B du métro de Toulouse                                | 30 juin 2007                  | Souterraine | Toulouse (Borderouge)         | +2 928 200,                 | 1926333640414273114 301302351354355                                                                                                   |       |
| Trois Cocus (Tres Cocuts)                                  | Ligne B du métro de Toulouse                                | 30 juin 2007                  | Souterraine | Toulouse (Les-Izards)         | +1 677 841,                 | 4161 |       |
| La Vache (La Vaca)                                         | Ligne B du métro de Toulouse                                | 30 juin 2007                  | Souterraine | Toulouse (Barrière-de-Paris)  | +2 148 148,                 | 596069 105 |       |
| Barrière de Paris (Barrièra de París)                      | Ligne B du métro de Toulouse                                | 30 juin 2007                  | Souterraine | Toulouse (Barrière-de-Paris)  | +1 938 647,                 | 152941110Stade Ernest-Wallon 351352372377                                                                                             |       |
| Minimes - Claude Nougaro (Minimes - Claudi Nogaròu)        | Ligne B du métro de Toulouse                                | 30 juin 2007                  | Souterraine | Toulouse (Minimes)            | +1 448 956,                 | 29 |       |
| Canal du Midi (Canal del Miègjorn)                         | Ligne B du métro de Toulouse                                | 30 juin 2007                  | Souterraine | Toulouse (Minimes)            | +1 917 486,                 | 1570Cimetières |       |
| Compans-Caffarelli (Compans-Caffarelli)                    | Ligne B du métro de Toulouse                                | 30 juin 2007                  | Souterraine | Toulouse (Compans-Caffarelli) | +4 586 478,                 | L1 314563Aéroport 343362363365369373388                                                                                               |       |
| Jeanne d'Arc (Joana d'Arc)                                 | Ligne B du métro de Toulouse                                | 30 juin 2007                  | Souterraine | Toulouse (Matabiau)           | +4 164 768,                 | L1L9 152329394570AéroportCimetièresVille 318319357358359361364380383                                                                  |       |
| François Verdier (Francés Verdièr)                         | Ligne B du métro de Toulouse                                | 30 juin 2007                  | Souterraine | Toulouse (Saint-Georges)      | +3 385 070,                 | L1L7L8L9 142944 318319357358359361364380383                                                                                           |       |
| Carmes (Carmes)                                            | Ligne B du métro de Toulouse                                | 30 juin 2007                  | Souterraine | Toulouse (Les Carmes)         | +2 601 008,                 | L4 Ville |       |
| Palais de Justice (Palais de Justício)                     | Ligne B du métro de Toulouse                                | 30 juin 2007                  | Souterraine | Toulouse (Saint-Michel)       | +3 624 760,                 | L4 31 |       |
| Saint-Michel - Marcel Langer (Sant-Miquèl - Marcel Langer) | Ligne B du métro de Toulouse                                | 30 juin 2007                  | Souterraine | Toulouse (Saint-Michel)       | +2 239 045,                 | L4 |       |
| Empalot (En Palòt)                                         | Ligne B du métro de Toulouse                                | 30 juin 2007                  | Souterraine | Toulouse (Empalot)            | +1 886 021,                 | L5L9 54152 |       |
| Saint-Agne - SNCF (Sant-Anha – SNCF)                       | Ligne B du métro de Toulouse                                | 30 juin 2007                  | Souterraine | Toulouse (Saint-Agne)         | +1 857 454,                 | 34115 TER Occitanie |       |
| Saouzelong (Sauselong)                                     | Ligne B du métro de Toulouse                                | 30 juin 2007                  | Souterraine | Toulouse (Saouzelong)         | +1 008 466,                 | 44 383 |       |
| Rangueil (Ranguelh)                                        | Ligne B du métro de Toulouse                                | 30 juin 2007                  | Souterraine | Toulouse (Rangueil)           | +1 369 573,                 | 2380 |       |
| Faculté de Pharmacie (Facultat de Farmacia)                | Ligne B du métro de Toulouse                                | 30 juin 2007                  | Souterraine | Toulouse (Rangueil)           | +1 999 307,                 | 4478 |       |
| Université Paul Sabatier (Universitat Pau Sabatièr)        | Ligne B du métro de Toulouse                                | 30 juin 2007                  | Souterraine | Toulouse (Rangueil)           | +2 198 151,                 | 34445456788182115Hôpital Rangueil 303350383                                                                                           |       |
| Ramonville (Ramonvila)                                     | Ligne B du métro de Toulouse                                | 30 juin 2007                  | Souterraine | Ramonville-Saint-Agne         | +2 855 932,                 | L6 273779111112 119 |       |

## Station fermée

### Station jamais ouverte au public
| Station | Ligne                        | Situation   | Particularité                                                             |
| ------- | ---------------------------- | ----------- | ------------------------------------------------------------------------- |
| Niel    | Ligne B du métro de Toulouse | Souterraine | Jamais ouverte, assure aujourd'hui la ventilation et l'accès aux pompiers |

## Stations en construction
Le tableau suivant recense les stations en construction dans le cadre du projet Toulouse Aerospace Express.
| Station                                                         | Ligne(s)                                                      | Commune et quartier              | Correspondances prévues                     | Date de mise en service prévue |
| --------------------------------------------------------------- | ------------------------------------------------------------- | -------------------------------- | ------------------------------------------- | ------------------------------ |
| Parc du Canal (Pargue del Canal)                                | Ligne B du métro de Toulouse                                  | Ramonville-Saint-Agne            |                                             | 2027                           |
| Labège Madron (INPT)                                            | Ligne B du métro de Toulouse · Ligne TAE du métro de Toulouse | Labège                           |                                             | 2027                           |
| Colomiers Gare (Colomièrs Gara)                                 | Ligne TAE du métro de Toulouse                                | Colomiers                        | Ligne Arènes - Colomiers - TER Occitanie L2 | 2028                           |
| Fontaine Lumineuse (Font Luminosa)                              | Ligne TAE du métro de Toulouse                                | Colomiers                        | L2                                          | 2028                           |
| Saint-Martin-du-Touch (La Cranc - Sant-Martin)                  | Ligne TAE du métro de Toulouse                                | Toulouse (Saint-Martin-du-Touch) | L2                                          | 2028                           |
| Blagnac (Blanhac)                                               | Ligne TAE du métro de Toulouse                                | Blagnac                          | et Aéroport Express                         | 2028                           |
| Sept Deniers - Stade Toulousain (Sèt Denièrs - Estadi Tolosenc) | Ligne TAE du métro de Toulouse                                | Toulouse (Sept-Deniers)          | L1                                          | 2028                           |
| Ponts-Jumeaux (Ponts Bessons)                                   | Ligne TAE du métro de Toulouse                                | Toulouse (Ponts-Jumeaux)         |                                             | 2028                           |
| Fondeyre (Fondeyre)                                             | Ligne TAE du métro de Toulouse                                | Toulouse (Fondeyre)              |                                             | 2028                           |
| Lycée Toulouse Lautrec (Tolosa-Lautrèc)                         | Ligne TAE du métro de Toulouse                                | Toulouse (Borderouge)            |                                             | 2028                           |
| Raisin (Rasim)                                                  | Ligne TAE du métro de Toulouse                                | Toulouse (Marengo)               |                                             | 2028                           |
| Bonnefoy (Bonafé)                                               | Ligne TAE du métro de Toulouse                                | Toulouse (Bonnefoy)              |                                             | 2028                           |
| Côte Pavée (Còsta Pavada)                                       | Ligne TAE du métro de Toulouse                                | Toulouse (Côte Pavée)            | L8                                          | 2028                           |
| Limayrac – Cité de l'Espace (Limairac)                          | Ligne TAE du métro de Toulouse                                | Toulouse (Côte Pavée)            |                                             | 2028                           |
| Ormeau (Ormal)                                                  | Ligne TAE du métro de Toulouse                                | Toulouse (Pont-des-Demoiselles)  | L7L8                                        | 2028                           |
| Montaudran Gare - Piste des Géants (Montaudran Gara)            | Ligne TAE du métro de Toulouse                                | Toulouse (Montaudran)            | TER Occitanie L8                            | 2028                           |
| Aerospace Campus (Montaudran Innovation Campus)                 | Ligne TAE du métro de Toulouse                                | Toulouse (Montaudran)            |                                             | 2028                           |
| Diagora (Labeja Enova)                                          | Ligne TAE du métro de Toulouse                                | Labège                           |                                             | 2028                           |
| Labège Gare (Labeja-La Cadène Gara)                             | Ligne TAE du métro de Toulouse                                | Labège                           | TER Occitanie (en projet)                   | 2028                           |

### Stations faisant l'objet d'un projet d'aménagement
Les stations suivantes sont des stations déjà existantes, où il est prévu une nouvelle correspondance avec la Ligne C du métro de Toulouse. 
Seules les correspondances avec le réseau principal Tisséo et TER Occitanie sont ici précisées. Les autres correspondances sont indiquées dans le tableau résumant les stations déjà existantes.
| Station                      | Ligne actuelle               | Ligne en projet                | Commune et quartier          | Correspondances                      | Date de mise en service prévue |
| ---------------------------- | ---------------------------- | ------------------------------ | ---------------------------- | ------------------------------------ | ------------------------------ |
| La Vache Gare - Grand Marché | Ligne B du métro de Toulouse | Ligne TAE du métro de Toulouse | Toulouse (Barrière-de-Paris) | RER Nord - TER Occitanie (en projet) | 2028                           |
| Matabiau Gare                | Ligne A du métro de Toulouse | Ligne TAE du métro de Toulouse | Toulouse (Marengo)           | TER Occitanie, TGV, Intercités       | 2028                           |
| François Verdier             | Ligne B du métro de Toulouse | Ligne TAE du métro de Toulouse | Toulouse (Saint-Georges)     |                                      | 2028                           |